# Lingzi
Lingzi (kinesiska: 岭子镇, 岭子) är en köping i Kina. Den ligger i provinsen Shandong, i den östra delen av landet, omkring 69 kilometer öster om provinshuvudstaden Jinan. Antalet invånare är 35 205. Befolkningen består av 16 570 kvinnor och 18 635 män. Barn under 15 år utgör 13,0 %, vuxna 15-64 år 75 %, och äldre över 65 år 11,0 %.
Genomsnittlig årsnederbörd är 818 millimeter. Den regnigaste månaden är juli, med i genomsnitt 300 mm nederbörd, och den torraste är januari, med 6 mm nederbörd.